# Crítica
La crítica es una interpretación, usada por Balmes, que principia por proponer una definición de la verdad por correspondencia, y dice así:

El pensar bien consiste, o en conocer la verdad o en dirigir el entendimiento por el camino que conduce a ella. La verdad es la realidad de las cosas. Cuando las conocemos como son en sí, alcanzamos la verdad, de otra manera, caemos en un error.

La Real Academia Española distingue 3 acepciones que frecuentemente hacen confusa la interpretación de esta palabra por la incompatibilidad de significados: mientras la primera acepción hace referencia a la capacidad de analizar y juzgar de forma neutral, imparcial y desinteresada para extraer  pros y contras sobre algo en cuestión, la segunda hace referencia a la búsqueda exclusiva de contras, defectos o errores de forma parcial, sesgada e interesada, y la tercera a situaciones críticas, es decir, difíciles y comprometidas. Esta peculiar propiedad, dificulta identificar un discurso sesgado y centrado en enfatizar aspectos negativos (sean o no verdaderos), de uno realmente imparcial, al quedar enmascarado por la ambigüedad del término. Esto no sucede al destacar aspectos positivos de la misma forma parcial, sesgada e interesada, en cuyo caso sí es fácilmente identificado y tildado como discurso sectario.

Es la acción dirigida, del intelecto crítico, expresada como opinión formal, fundada y razonada, necesariamente analítica, con connotación de sentencia cuando se establece una verdad, ante un tema u objeto usualmente concreto, pero que puede dirigirse hacia lo abstracto (Metafísica). En ocasiones la crítica es ejercida desde o hacia algún tipo de colectividad (Escuela filosófica).
La crítica es el alma de la Filosofía (matriz de todas las ciencias) puesto que, etimológicamente, la filosofía es el «humano deseo de conocer» racionalmente la «verdad», mismo objeto de la lógica y del criterio. Para conocer, es fundamental el pensamiento crítico. En la antigüedad no existía un modo normalizado de advertir los razonamientos filosóficos falaces (Atomismo, Sócrates, Platón, Aristóteles, Silogismo), no existía el método científico, salvo en las Matemáticas puras (Pitágoras) o en las aplicadas (Eratóstenes) y en ciertos experimentos de física (Arquímedes), se utilizaba la crítica como criterio para paliar o suplir la ausencia de pruebas, método o evidencia empírica en la búsqueda de axiomas o en «lógica» para establecer «verdades primarias». En Política, Retórica y Oratoria la crítica se usó desde antiguo (Demóstenes).
René Descartes propuso el mecanicismo y se suscitó el Cartesianismo. Kant exploró los significados de la palabra crítica en su Criticismo.
En filosofía, y en todas las ciencias derivadas, la palabra crítica se aplica, indistintamente, al discernimiento dirigido hacia lo empírico, lo teórico e incluso lo teológico (dialéctica materia - espíritu) a través de un análisis recurrente respecto del objeto crítico, singularmente, cuando kritikos (crítico) halla el objeto o concepto preestablecido como un «falso axioma» o incluso como axiomas que son sistemáticamente criticados (Física de partículas versus Teoría de supercuerdas, Velocidad de la luz versus Superlumínicos Taquiónes).
Así, la crítica, también se aplica en el ámbito de la física moderna en el discernimiento de las leyes del universo, tales como, las de Newton versus las de Einstein, cuyo krinoo (juicio) ha derivado en la formulación (ca. 1970) de nuevas, y a la sazón, criticadas Teoría de cuerdas, Teoría M, Supersimetría y en la, también, hipotética partícula nominada Gravitón, cuyos físicos críticos se debaten entre sí todo esto es física o es filosofía.
- El Diccionario de la lengua española de la Real Academia Española define la crítica como lo que «se expresa públicamente sobre un espectáculo, un libro, una obra artística, etc.» como «examen y juicio».[2]

## La crítica en la cultura occidental clásica (ética y estética)
En lo que concierne a la cultura occidental, otras etiologías de la crítica pueden coincidir con las primeras trazas de evaluaciones éticas y estéticas presentes en las obras de Aristóteles, Platón y en las comedias de Aristófanes. Desde entonces se han formado algunos elementos o tipos constantes del discurso crítico, los tres listados a continuación, que de alguna manera son exhaustivos en los tres aspectos críticos de la acción, la comprensión, la empatía y juicios de valor:
- Explicativo (o histórico-filológico), corresponde a la crítica basada en interpretaciones y comentarios que tiene orígenes en tiempo de los gramáticos alejandrinos y que pasando a través de la patrística medieval en tiempos del Renacimiento deviene en crítica normativa. En épocas más recientes el tipo explicativo de la crítica asume criterios cada vez más científicos hasta acomodarse a las modernas formas de crítica lingüística y estilística y confluir en la ecdótica (o crítica textual).
- Reproductivo o mimético, o sea la tipología de crítica que no prevé el juicio de una obra, el cual es substituido por la descripción de los orígenes y del desarrollo de la obra. Esta actitud es típica de la crítica impresionista;
- Evaluativo o normativo, es un tipo de acercamientos críticos a la evaluación de una estética aplicada, ya que proporciona un análisis de lo que sea necesario o conveniente para definir la excelencia de una obra. Los patrones de referencia pueden ser universales o locales, subjetivos y relativos, y su divergencia y contradicción crea fricción entre la crítica sistemática, más cercana del mundo filosófico o histórico y aquella empírica que, al ser más sensible a las obras individuales se acerca más a lo artístico y poético.[3]

## Pseudo-crítica y sus tipologías
Modernamente, en el lenguaje popular, la palabra crítica tiene acepciones pretendidamente positivas o negativas (se equipara la crítica clásica a una secuencia sistemática de objeción, oposición y confrontamiento, por reducción hasta un estado de dilema del bien y del mal). Según su intención o tendencia, una Pseudo crítica puede ser negativa (destructiva) o positiva (constructiva).

### Crítica constructiva (observación)
La crítica constructiva es la que propone nuevas soluciones a los problemas o defectos que se expongan en la crítica.
Como criterio general, la crítica positiva debe estar basada en una observación objetiva de un equipo o individuo cuyo comportamiento se desvía del estándar o del proceso.
La motivación para dar a conocer esta opinión debe ser el bien común y la prevención de problemas potenciales.
La crítica se debe dar a conocer al mismo equipo o individuo en donde se detecta el área de oportunidad, o a su jefe directo.
Será indispensable que el que reciba la crítica no lo vea como algo personal, sino como algo que beneficiará al equipo de trabajo. Asimismo, para que pueda funcionar exitosamente, se requerirá por parte de los individuos involucrados entre otros: altura intelectual, visión de la problemática actual y futura, des-personalización, unidad de dirección y humildad por parte de todos los involucrados.
Aunque hay que ser razonables, en la actualidad esta pasa a llamarse observación, es decir que si va a corregir o hacer ver un error en otra persona, lo que se hace es una observación, no como comúnmente la llamamos crítica constructiva.

### Crítica negativa (destructiva)
La crítica destructiva se dirige a la persona, a la identidad de la persona, mientras que la retroalimentación va dirigida a la conducta o el comportamiento. No es lo mismo decir “eres tonto”, que decir “has hecho una tontería”. En el primer caso implicamos a toda la persona, mientras que en el segundo caso estamos hablando de una conducta determinada.
La crítica negativa busca culpabilizar, mientras que la retroalimentación pretende encontrar soluciones. No es lo mismo decir “arrepiéntete de lo que has hecho, de las consecuencias de tus actos”, que decir “¿Qué puedes aprender de tu error? ¿Cómo puedes hacerlo mejor la próxima vez?”.
La crítica negativa es general, mientras que la retroalimentación es concreta, específica. La crítica negativa utiliza generalizaciones (“lo has hecho todo mal”), mientras que la retroalimentación es muy específica (“has accionado mal esa palanca”).
La crítica negativa se centra en el pasado, mientras que la crítica positiva se centra en el futuro. No importa lo que pasó, lo que nos importa es cómo nos va a servir esto en el futuro.
Fomentar su uso como moderador o líder de grupo puede tener los siguientes efectos positivos:
- Mantener la unidad y la confianza del equipo.
- Fortalecer las relaciones interpersonales.
- Crear sinergia en el equipo.
- Reconocer las cualidades y lo que cada individuo aporta para el éxito del equipo.

## Pensamiento crítico
Se aplica al carácter de una persona cuyo hábito de conducta procede a una crítica de los datos del problema antes de formular su opinión o de actuar conforme a un fin. Se señala en oposición al pensamiento no crítico o vulgar, por el que se da por sentado la verdad de una creencia sin más y en la que los prejuicios sociales actúan como evidencias cognoscitivas prácticas y fuente de conocimiento y de la acción sin ponerlas en cuestión respecto a un contenido objetivo.
Esta expresión adquiere especial relevancia a partir de la filosofía de Descartes, al situar el conocimiento a partir del sujeto que conoce como conciencia, y no a partir del objeto como hasta entonces lo consideraba la filosofía tradicional. Esto subvierte el hecho de conocer e inaugura un período en la filosofía, la filosofía moderna, en el que la teoría del conocimiento ocupa un papel central.
Es un proceso de evaluar el pensamiento para mejorarlo y necesitamos las estructuras básicas del pensamiento, creatividad para autoevaluarnos y estándares intelectuales esto tiene como finalidad desarrollar las habilidades del pensamiento. En la educación el “que” es el contenido que se desea que el estudiante aprenda y el “como” es el proceso por el cual se va a aprender.
El pensamiento crítico es el “como” de la educación,  y esta es la forma que los maestros deben utilizar, ellos deben conocer cómo funciona la mente, y en qué momento el estudiante ya comprometido en aprender. El pensamiento crítico no está separado del contenido, no podemos pensar acerca de la nada. Si se piensa bien, podemos aprender bien ya la única manera del ser humano de aprender es el pensamiento. El estudiante debe de aprender a pensar críticamente para que pueda aprender en cada nivel educativo, y atreves del pensamiento crítico podrá adquirir conocimientos.
Es diferente una persona con educación que una sin ella, ya que una con educación puede llegar a ver las cosas de otras maneras. Los estudiantes que no tienen un pensamiento crítico no pueden tener una información cultural, ya que para entender la información deben también entender el propósito, conceptos, las preguntas que surgen, etc. Cada disciplina académica es un dominio del pensamiento donde se utilizan conceptos especializados y para los conceptos de esas especialidades deben hacer una serie actos mentales y en cada acto debemos de utilizar descernimiento y juicio. Y el juicio crítico es esencial en cada acto de construcción.
Las competencias del pensamiento son de dos formas generales y específicas. Todo pensamiento puede ser identificando usando ocho puntos, propósito, pregunta, información, interferencias, suposiciones, conceptos, implicaciones y punto de vista.
Todos pensamos pero pocos se preguntan cómo es que esto se lleva a cabo. Casi para cualquier ser humano, el pensar es tan natural como otro tipo de actividades cotidianas.
Las personas necesitan saber cómo pensar por sí mismas y las universidades son los mejores lugares para fomentar el desarrollo del pensamiento de los estudiantes.
El pensamiento crítico es aquel que duda de las certezas, de lo que es presentado como único y absolutamente verdadero y que no teme desafiar a la autoridad para encontrar respuestas distintas a las que se le impiden. El pensamiento crítico es un proceso de razonar y reflexivamente. Algunas de las características del pensamiento crítico son: claridad, disposición, reflexividad, etc.
Elementos del pensamiento crítico:
1. Se encuentra estrechamente relacionado con el racionalismo.
2. El pensamiento crítico no es racionalidad pura, sino racionalidad templada por un juicio, esto es, razonabilidad. La ciencia, como un modelo de razonabilidad, trata principalmente con asuntos descriptivos.
3. Un pensador crítico puede ser notado por su espíritu crítico. Su actitud, su disposición, su dedicación para buscar razones.

Ser un pensador crítico es una forma de vida cuyo principal propósito es la búsqueda de la verdad. Los componentes del pensamiento crítico son:
- Pensamiento razonable: es un buen pensamiento si se basa en buenas razones. La mejor conclusión está basada por la mejor razón.
- Pensamiento reflexivo: Es aquel en el que se actúa según la forma de pensar de cada uno.
- Pensamiento enfocado: ya que tiene un propósito y no ocurre accidentalmente o sin razón.

El pensamiento crítico es la capacidad de reflexionar con objetividad acerca de situaciones o ámbitos de nuestra vida, el ser conscientes que nuestros pensamientos, nuestras acciones y nuestras palabras no sean contradictorias para poder tener una vida y mente coherente. Gracias al pensamiento crítico se puede mejorar o superar ciertos aspectos con los cuales estemos incómodos o sean deficientes para nuestro beneficio o el bien común, ya que este tipo de pensamiento tiende al racionalismo, la lógica y la reflexión, se le conoce pensamiento crítico por el uso de la “crítica” para hacer efectiva la selección de opciones o soluciones, o simplemente comparativos. (S.A.G.R. -UVM)

## Iconología
Según Winckelmann puede representarse el emblema de la crítica con las balanzas homéricas en las cuales Júpiter pesa los destinos de Aquiles y de Héctor o bien de un modo más determinado; esto es, con el Apolo que se ve sobre una pátera etrusca de bronce haciendo pesar por Mercurio en los platitos de una balanza los destinos de aquellos dos héroes, representados en figuritas, teniendo el mismo Apolo levantada la mano mandándole lo desempeñe con imparcialidad. Cochin la representa sofocando el humo de un braserillo iluminando un sol donde hace percibir algunas manchas y oscureciendo sus rayos con el humo de su antorcha con lo que parece querer significar la crítica de la crítica.
Para designar sin embargo la buena crítica supone que esta hace caer a su alrededor un número de escritos y hermosas máscaras debajo de las cuales se descubren cabezas defectuosas. A sus pies pinta un grajo casi despojado ya de las plumas de pavo real con que quiso adornarse. Finalmente, puede representarse también por medio de una mujer anciana que con aspecto austero sostiene en una mano una haz de flechas mezcladas con laureles para indicar que la crítica debe unir siempre el elogio a la censura y en la otra mano una antorcha que enciende en la que lleva el dios del gusto. Se ven a sus pies varios libros con muchas hojas arrancadas.